# واين جونز (لاعب سنوكر)
واين جونز (بالإنجليزية: Wayne Jones)‏ هو لاعب سنوكر بريطاني، ولد في 24 ديسمبر 1959.

## وصلات خارجية
- اين جونز على موقع CueTracker.net (الإنجليزية)